# آرثر إلرود
آرثر إلرود (بالإنجليزية: Arthur Elrod)‏ هو مصمم ديكور ‏ أمريكي، ولد في 1926 في أتلانتا في الولايات المتحدة، وتوفي في 18 فبراير 1974 في بالم سبرينغس في الولايات المتحدة.